# Maasdak

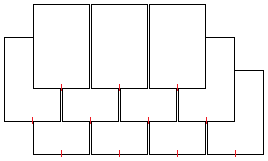
Maasdekking met gehaakte leien

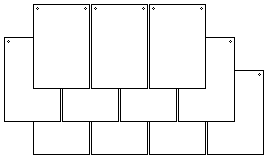
Maasdekking met genagelde leien

Een maasdekking of maasdak is een leien dak, waarbij de leistenen rechthoekig zijn met dezelfde grootte. Door middel van leihaken worden ze van onder naar boven, laag voor laag, op het dak bevestigd. De onderste lagen kunnen voorzien van de dikste leien, omdat die het meeste te verduren krijgen. Bovenaan worden dan dunnere leien gebruikt. De rij boven een laag steekt voor minstens de helft over deze laag heen. Door deze dekking wordt er gezorgd dat als er een lei tussenuit mocht vallen, de 100%-dekking behouden blijft. 
Naast een maasdak bestaan er andere typen leidaken, zoals het koeverdak, het rijndak, het schubbendak en de Leuvense dekking.